# Oberstraße (Düren)

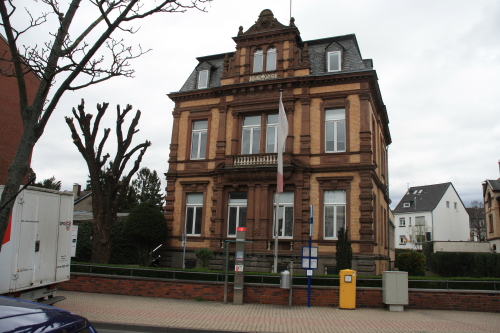
Ehemalige Villa des Fabrikanten Eugen Hoesch

Die Oberstraße in der Kreisstadt Düren (Nordrhein-Westfalen) ist eine alte Innerortsstraße. Sie kreuzt den Straßenzug Bonner Straße / Stürtzstraße, die Bundesstraße 264.
Die Straße beginnt am Markt und endet an der Einmündung Nideggener Straße / Friedrichstraße / Zülpicher Straße.
In der Oberstraße gibt es folgende denkmalgeschützte Bauwerke:
- ehemalige Villa der Industriellen Eugen Hoesch in der Oberstraße 135
- Stadtmauerrest Oberstraße, Oberstraße 45a

Als Stichstraße mündet die Straße An der Gerstenmühle ein. Dort befand sich im Zweiten Weltkrieg ein Sammellager für die Juden aus Düren und Umgebung. Sie wurden von hier in die Konzentrationslager deportiert.

## Geschichte
Bereits 748 muss es einen Weg von der Königspfalz zum Erbforsthof gegeben haben. An der Kreuzung mit der Bonner Straße stand ein Stadttor, das Obertor. Es handelte sich um einen flachdachigen Halbrundturm, daneben ein Tordurchgang. Der Torturm an der Stadtseite war eher ein Fachwerkwohnbau. Das Obertor wurde 1822 niedergelegt.
An der Oberstraße stand die Stadtkirche, die Martin- und spätere Annakirche. Sie wurde beim Luftangriff vom 16. November 1944 völlig zerstört. Der Nachfolgebau ist die heutige Kirche St. Anna.
Im Haus Oberstraße 22 wurde Thomas Josef Heimbach geboren. An ihn erinnert eine Gedenktafel an dem Haus, welches an der Stelle des zerstörten Geburtshauses errichtet wurde.
Von 1908 bis 1944 befuhr die Straßenbahn der Dürener Kreisbahn (DKB) die Oberstraße. Die eingleisige Strecke führte vom Markt nach Niederau und weiter nach Kreuzau. Haltestellen gab es an der Bonner Straße und am Friedrichplatz, letztere mit Ausweichgleis. Außerdem befand sich kurz vor dem Marktplatz eine Ausweiche. Nach dem Zweiten Weltkrieg wurde die Strecke nicht wieder aufgebaut.